# Habenaria strangulans
Habenaria strangulans är en orkidéart som beskrevs av Victor Samuel Summerhayes. Habenaria strangulans ingår i släktet Habenaria och familjen orkidéer. Inga underarter finns listade i Catalogue of Life.